# John McCargo

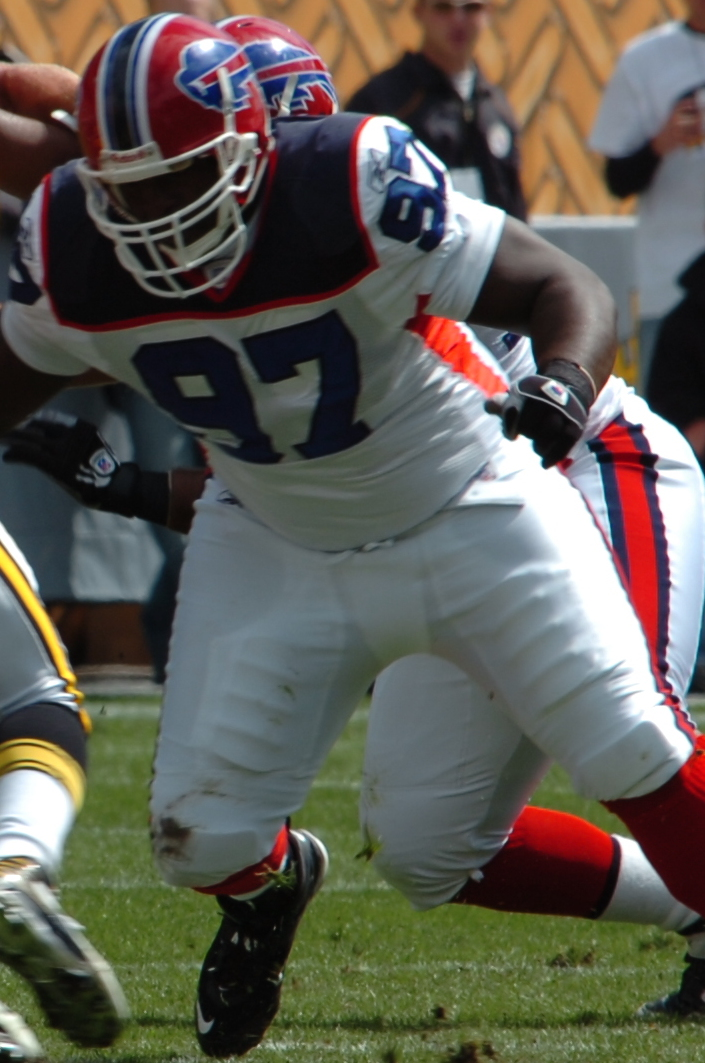
John McCargo 2007.

John McCargo, född 19 augusti 1983 i Drakes Branch i Virginia, är en amerikansk utövare av amerikansk fotboll. Han spelade 2006–2010 för Buffalo Bills och 2011 för Tampa Bay Buccaneers i NFL.
McCargo spelade collegefotboll vid North Carolina State University. Han draftades 2006 i första omgången av Buffalo Bills.